# Mario Alinei
Mario Alinei (Torino, 1926. augusztus 10. – 2018. augusztus 8.) olasz nyelvész, a nyelvföldrajz és dialektusok kutatója, az Utrechti Egyetem emeritus professzora, ahol 1959 és 1987 között tanított. A Quaderni di semantica elméleti és gyakorlati szemantikával foglalkozó folyóirat alapítója és kiadója, az UNESCO által szponzorált 
Atlas Linguarum Europae projekt volt elnöke és társszerzője. A svéd Gusztáv Adolf Királyi Tudományos Akadémia tagja, az International Society for Dialectology and Geolinguistics tagja és volt elnöke, a Società Linguistica Italiana alapító tagja, a Societas Linguistica Europaea és az Accademia Peloritana (Messina) tagja.
Colin Renfrew mellett, meghatározó régészeti leletek hiányában, Alinei is visszautasította azt a feltevést, hogy Európát indo-európai invázió érte volna. Az Origini delle lingue d'Europa kétkötetes művében (1996, 2000) fogalmazta meg – Renfrew anatóliai hipotézisén túlhaladva – A paleolitikumi folytonosság paradigmáját (The Paleolithic Continuity Paradigm), amely szerint a indoeurópai alapnyelv már az őskőkorszakban megjelent Európában.
Alinei az etruszkot, egy ókori itáliai népcsoportot és nyelvét értelmezte uráliként és előmagyarként. (Elméletét Ősi kapocs: A magyar-etruszk nyelvrokonságról – Etrusco: una forma arcaica di ungherese című munkájában fejtette ki.) Mivel azonban az etruszkok nyelve holt nyelv, amelyből rendkívül kevés terjedelmesebb nyelvemlék maradt fenn, így annak pontos leírása máig lehetetlennek bizonyult, ezért az elképzelés – mely egyébként a kőkori folytonosság elmélet (Paleolithic Continuity Theory) része – nehezen igazolható.

## Írásai
- La struttura del lessico, Il Mulino, Bologna, 1974
- Atlas Linguarum Europae, 1. kötet, 5. rész, Assen, 1983 ISBN 9023220374
- Lingua e dialetti: struttura, storia e geografia, Il Mulino, Bologna, 1984
- Dal totemismo al cristianesimo popolare: Sviluppi semantici nei dialetti italiani ed europei, Edizioni dell'Orso, Alessandria, 1984
- Lingua e dialetti: Struttura, storia e geografia, Collana Studi linguistici e semiologici, Il Mulino, Bologna, 1985
- Origini delle lingue d'Europa, 1. kötet 1996, 2. kötet 2000, Il Mulino, Bologna
- Etrusco: una forma arcaica di ungherese, Il Mulino, Bologna, 2003
- Il sorriso della Gioconda, Il Mulino, Bologna, 2006
- Alguns aspectos da Teoria da Continuidade Paleolítica aplicada à região gallega (with Francesco Benozzo), Lisboa, 2008
- Origens célticas e atlânticas do megalitismo europeu (with Francesco Benozzo), Lisboa, 2009
- L'origine delle parole, Aracne, Roma, 2009
- Nuovi studi di Archeologia Etimologica, Il Mulino, Bologna, 2011
- Arqueologia etimológica. Três estudos acerca da continuidade linguístico-cultural do Paleolítico (with Francesco Benozzo), Lisboa, 2011
- Gli Etruschi erano Turchi. Dalla scopeta delle affinità genetiche alle conferme linguistiche e culturali, 2013

## Magyarul megjelent művei
- Ősi kapocs. A magyar-etruszk nyelvrokonság; ford. Puskár Krisztián; Allprint, Bp., 2005 ISBN 9789639575127

## További inforformációk
- The Paleolithic Continuity Paradigm for the Origins of Indo-European Languages (angolul)
- PDF formában letölthető írásai (angolul)
- Az etruszk és magyar nyelv rokonságáról (angolul)

## Fordítás
- Ez a szócikk részben vagy egészben  a   Mario Alinei című francia Wikipédia-szócikk fordításán alapul.  Az eredeti cikk szerkesztőit annak laptörténete sorolja fel. Ez a jelzés csupán a megfogalmazás eredetét és a szerzői jogokat jelzi, nem szolgál a cikkben szereplő információk forrásmegjelöléseként.